# Daniel Stålhammar
Daniel Stålhammar (* 20. Oktober 1974 in Landskrona) ist ein ehemaliger schwedischer Fußballschiedsrichter.

## Werdegang
Stålhammar spielte Fußball bei Häljarps IF, ehe eine Leistenverletzung seine Spielerkarriere beendete. Nachdem er im Alter von 13 Jahren als Schiedsrichter im Jugendbereich erste Partien geleitet hatte, pfiff er als 16-Jähriger sein erstes Spiel im Erwachsenenbereich, als ihm die Leitung eines Siebtligaspiels übertragen worden war. Ab 1995 war er schließlich Schiedsrichter beim Svenska Fotbollförbundet und kam 2000 zu seinem Debüt in der Superettan. Zwei Jahre später pfiff er seine erste Partie in der Allsvenskan. Bereits 2001 kam er zu ersten Einsätzen auf internationaler Ebene, 2004 wurde er zum FIFA-Schiedsrichter befördert.
Im Dezember 2008 hatte der schwedische Verband beschlossen, sechs Schiedsrichter zu Halbprofis zu machen; Stålhammar gehörte zu den Auserwählten.